# دانييلين مور
دانييلين مور كاميا (بالإنجليزية: Danieline Moore Kamy) هي مُمثلة وسيدة أعمال ليبيرية.

## مسارها

### مسابقة ملكة الجمال
شاركت في مسابقة ملكة جمال ليبيريا الأمريكية 2006 باسم «ملكة جمال ماريلاند» لكنها أنهت المُسابقة في المركز الرابع.

### التمثيل
شاركت دانييلين مور في فيلم «مجنون في الحب» (بالإنجليزية: Crazy in Love). عُرض الفيلم لأول مرة في بيلتسفيل في ولاية ماريلاند الأمريكية. حضر الحفل العديد من نُجوم نوليوود وكان من بينهم المُمثل النيجيري رمزي نواه.

## الأفلام
| عام  | الفيلم        | الدور | ملاحظات |
| ---- | ------------- | ----- | ------- |
| 2010 | مجنون في الحب |       |         |